# Самаряни
Самаряните (на иврит: שומרונים) са етнорелигиозна група, която възниква в древна Палестина.
Те считат себе си за потомци на жителите на Израилското царство, произхождащи от коляното на Йосиф и населявали Самария, област в централната част на древна Палестина. Юдейската традиция смята самаритяните за потомци на кутиите, преселени в Самария след завладяването на Израил от асирийците.
Юдаизмът, който изповядват самаритяните, е различен от ортодоксалния и затова са смятани и за юдейска секта. Те не приемат Талмуда и равинистичните тълкувания, а от Танаха признават само Тората и книгата на Иисус Навин. След разрушаването на Втория храм са изселени от палестинските земи. Завръщат се в обетованата земя през 6 век, но не са приети от ортодоксалната юдейска общност.
В Новия завет притчата за добрия самарянин е една от най-известните притчи на християнството, изразяваща учението на Иисус Христос за добрите дела.
Понастоящем представляват малобройна общност, съсредоточена в градовете Холон в Израел и Наблус в Палестина.

## История
Самаряните се смятат за потомци на жителите на царството Израел, по-точно на племето на Йосиф, разделено на племената на Ефрем (Ефрем) и Манасия (Менаше). Името на групата и обозначението на цялата територия - Самария идва от името на последната столица на Кралство Израел, основана от цар Омри (Омри) и разрушена от Асирия. Според еврейската доктрина самаряните са потомци на гутите, преселени от Асирия на територията на бившето Израелско царство и скоро приели юдаизма от своите еврейски съседи.
Силни културни различия между евреите на север и юг от Ханаан съществуват от древни времена, но след завръщането на евреите от вавилонския плен настъпва окончателното разграничаване на евреите и самаряните, придружено от взаимна вражда. Евангелският образ на „добрия самарянин” придобива особености на фона на тази вековна вражда.
След завладяването на Юдея от Александър Велики, самаряните под водачеството на Санавалат построяват храм на планината Гаризим, който е разрушен два века по-късно от хасмонейския цар Йоан Хиркан I. Римската административна реформа на провинция Юдея (56 г. пр.н.е.) дава на самаряните автономия. В резултат на преследването много самаряни, които, за разлика от евреите, трябва да покажат лоялност към езическата вяра, се отказват от вярата си. След разрушаването на Втория храм значителни общности на самаряни започват да се появяват извън Самария (в Бет Шеан, Кесария, Емаус, Яфа, Явне и др.), а в райони близо до Самария самаряните съставляват значителна част от населението. През V – VI век в резултат на вълнения на два пъти е провъзгласена независимост от Византия. Самаряните успяват за кратко да възкачат собствените си царе, но и двата пъти въстанията биват потушени. През следващите векове броят на самаряните намалява (главно поради приемането на исляма), като до 1917 г. те са 146. През 1954 г. всички самаряни на Израел, с изключение на живеещите в Сихем (съвременен Наблус), са преселени в Холон. Когато през 1993 г. е взето решението за изтегляне на израелските войски от Сихем, самаряните от Сихем искат района на Кирят Луза да получи статут на израелско селище, но това искане е отхвърлено от израелското правителство. В същото време самаряните са обхванати от „Закона за завръщането“, чрез които всички самаряни имат израелско гражданство и при желание могат да се заселят в Израел.
В Палестинския законодателен съвет от първото свикване (1996 – 2006 г.) самаряните получават един депутатски мандат в окръг Наблус. Салум Исхак ал Самири е избран от самарянското малцинство.